# Izland elnökeinek listája

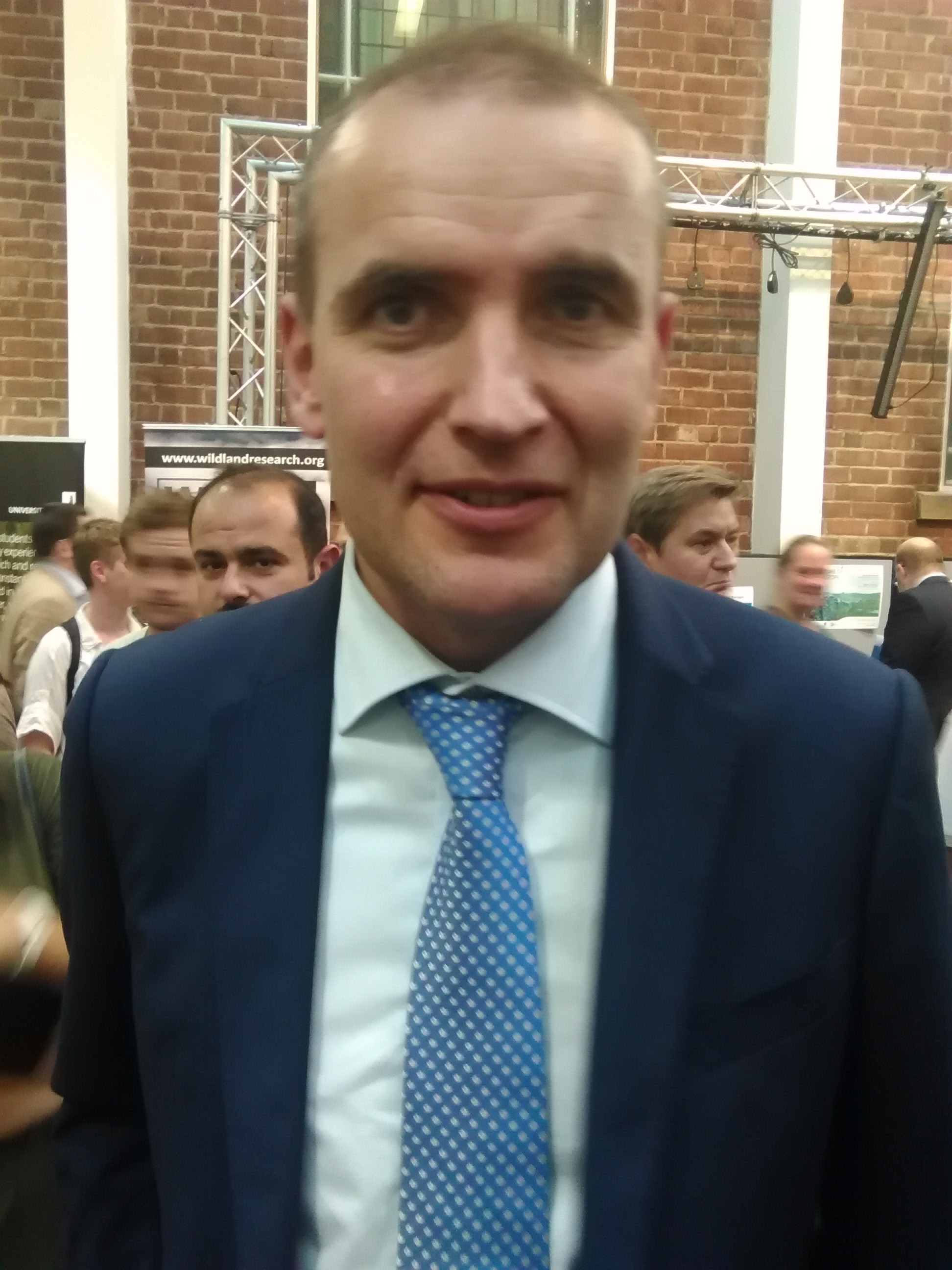
Guðni Th. Jóhannesson elnök 2016-2024

Izland elnökének zászlaja

Izland elnökének címere

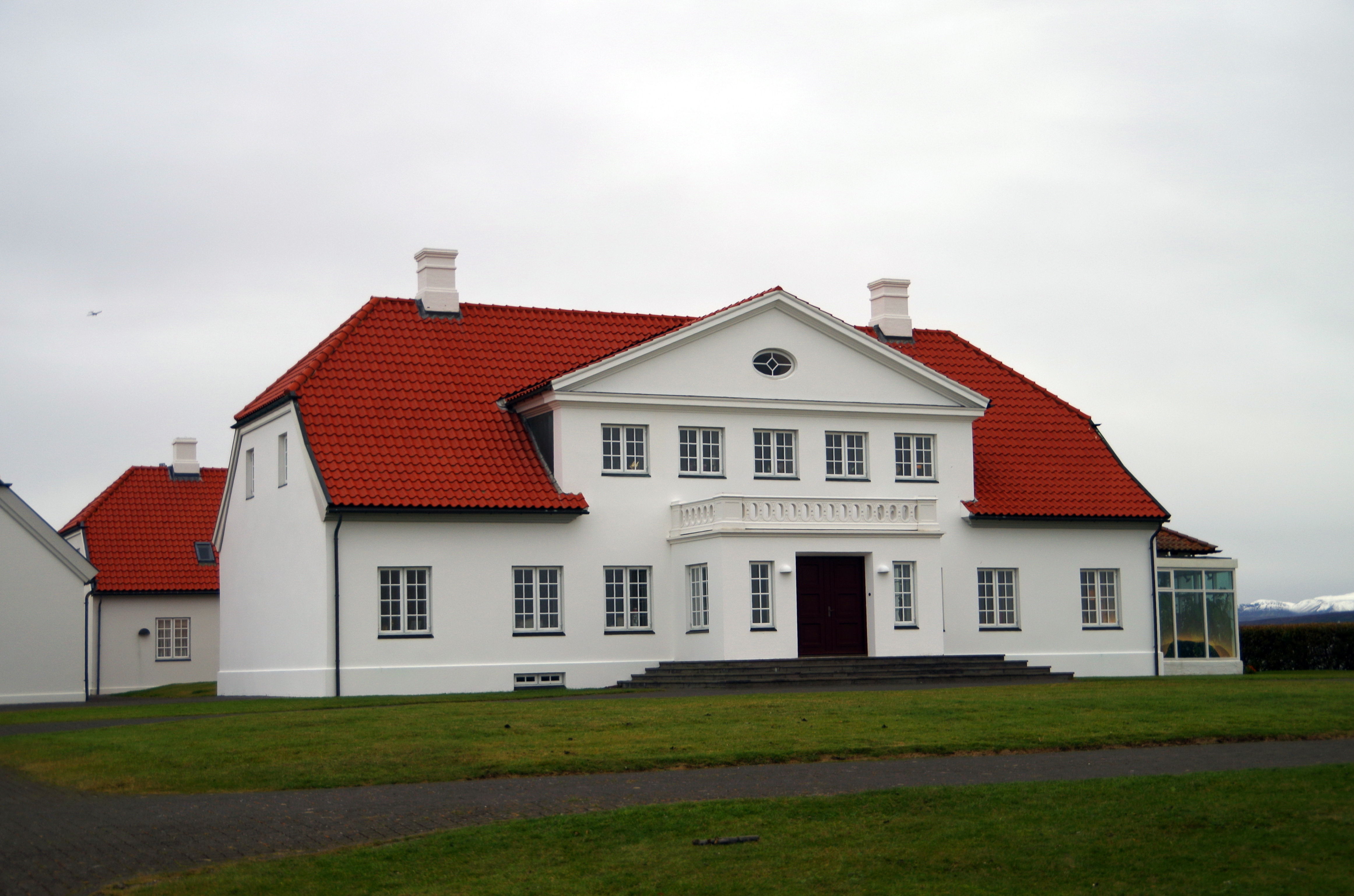
A Bessastaðir az izlandi elnöki rezidencia.

Ez a lista Izland államfőit tartalmazza 1944-től napjainkig. A köztársaság kikiáltása előtt az Izlandi Királyság perszonálunióban állt Dániával, a dán király volt egyben Izland uralkodója is, ő látta el az államfői feladatokat. Dánia megszállása után, 1941-ben az izlandiak létrehozták a régens pozíciót; egészen 1944-ig, a függetlenné válásig és a köztársasági államforma kikiáltásáig a régens gyakorolta a király helyett az államfői teendőket.

## Az Izlandi Köztársaság államfőinek listája (1944–)
| #  | Kép | Név                            | Hivatali idő kezdete | Hivatali idő vége  | Ciklusok száma |
| -- | --- | ------------------------------ | -------------------- | ------------------ | -------------- |
| 1. |     | Sveinn Björnsson (1881–1952)   | 1944. június 17.     | 1952. január 25.   | 3              |
| 2. |     | Ásgeir Ásgeirsson (1894–1972)  | 1952. augusztus 1.   | 1968. augusztus 1. | 4              |
| 3. |     | Kristján Eldjárn (1916–1982)   | 1968. augusztus 1.   | 1980. augusztus 1. | 3              |
| 4. |     | Vigdís Finnbogadóttir (1930–)  | 1980. augusztus 1.   | 1996. augusztus 1. | 4              |
| 5. |     | Ólafur Ragnar Grímsson (1943–) | 1996. augusztus 1.   | 2016. augusztus 1. | 5              |
| 6. |     | Guðni Th. Jóhannesson (1968–)  | 2016. augusztus 1.   | 2024. augusztus 1. | 2              |
| 7. |     | Halla Tómasdóttir (1968–)      | 2024. augusztus 1.   | hivatalban         |                |

## Fordítás
Ez a szócikk részben vagy egészben  a   President of Iceland című angol Wikipédia-szócikk fordításán alapul.  Az eredeti cikk szerkesztőit annak laptörténete sorolja fel. Ez a jelzés csupán a megfogalmazás eredetét és a szerzői jogokat jelzi, nem szolgál a cikkben szereplő információk forrásmegjelöléseként.